# Cabra-de-leque
A cabra-de-leque (Antidorcas marsupialis) é um pequeno antílope castanho e branco, com cerca de 75 cm de altura que habita as savanas de África austral: vivem na Namíbia, sul de Angola, Botswana e África do Sul. Os machos atingem o peso de até 50 kg e as fêmeas 37 kg.
O seu nome comum em português refere-se à característica destes animais poderem levantar uma prega de pele que possuem nos quartos traseiros até à cauda, exibindo um ostensivo 'leque' de pelos brancos e emitindo um doce odor floral. Fazem isso com frequência, quer estejam assustadas ou apenas para se exibirem. A listra preta deu origem ao nome científico marsupialis. Na Namíbia, Botswana e África do Sul o nome do animal é springbok, do africâner, significando spring = salto + bok = cabra. Este nome refere-se aos saltos que estes animais dão, saltando na vertical com as quatro patas simultaneamente, como se nestas tivessem molas. Realizam estes saltos quer a partir da posição parada ou em corrida.
Era um animal muito comum, formando algumas das maiores manadas de mamíferos já documentadas (chegando mesmo a formar manadas de mais de 10 milhões de animais), mas os seus números têm vindo a decrescer desde o século XIX devido à caça e à ocupação das terras para cultivo. Continuam a ser bastante comuns especialmente em reservas de caça, juntando-se com frequência às manadas de gnus e de órix.
É um animal muito rápido, podendo atingir velocidades na ordem dos 90 km/h e mudar de direcção com muita facilidade. Porém, para poder escapar a predadores como a chita e o leão recorre ainda à fuga exibicionista conseguindo aparentemente bons resultados.

## Subespécies
Três subespécies são reconhecidas por Grubb (2005):
- Antidorcas marsupialis marsupialis (Zimmermann, 1780)
- Antidorcas marsupialis angolensis Blaine, 1922
- Antidorcas marsupialis hofmeyri Thomas, 1926